# Колоденка (река, впадает в Рыбинское водохранилище)
Колоденка (устар. Кондашь) — река в России, протекает по территории Череповецкого района Вологодской области. Длина реки — 36 км, площадь водосборного бассейна — 202 км².
Вытекает из озера Колоденское, поверхность которого расположена на высоте 114,2 метра над уровнем моря. Течёт в юго-восточном направлении через болота и сосново-берёзовый лес. Впадает в Кондашский залив Рыбинского водохранилища, высота устья — 102,2 метра над ровне моря. Основные притоки — Ветошка (лв) и Перекладник (пр).
Вдоль течения реки расположены населённые пункты Уломского сельского поселения (Гришкино, Чаево, Супроново, Давыдово, Степанково, Трофанково, Куншино, Бузаково, Дмитриево).

## Данные водного реестра
По данным государственного водного реестра России относится к Верхневолжскому бассейновому округу, водохозяйственный участок реки — Рыбинское водохранилище до Рыбинского гидроузла и впадающие в него реки, без рек Молога, Суда и Шексна от истока до Шекснинского гидроузла, речной подбассейн реки — Реки бассейна Рыбинского водохранилища. Речной бассейн реки — (Верхняя) Волга до Куйбышевского водохранилища (без бассейна Оки).
Код объекта в государственном водном реестре — 08010200412110000007348.